# اماندو
اماندو (به لاتین: Amandów) یک منطقهٔ مسکونی در لهستان است که در Gmina Pietrowice Wielkie واقع شده‌است.

## خصوصیات
اماندو ۱۶۰ نفر جمعیت دارد.